# Distenia tavakiliani
Distenia tavakiliani es una especie de escarabajo longicornio del género Distenia, categorizada en la tribu Disteniini, de la orden Coleoptera. Fue descrita por Santos-Silva & Hovore en 2007.

## Descripción
Mide 18,8-20,2 mm de longitud.

## Distribución
Se distribuye por Colombia.